# Landesmedienanstalt Saarland
Die Landesmedienanstalt Saarland (LMS) ist eine Anstalt des öffentlichen Rechts und hat ihren Sitz in Saarbrücken.
Die Landesmedienanstalt Saarland (LMS) ist eine von 14 Landesmedienanstalten (die medienanstalten) in Deutschland. Sie ist für die Zulassung von privaten Hörfunk- und Fernsehveranstaltern im Saarland sowie für die Aufsicht über deren Programme und auch über Telemedien zuständig. Die LMS setzt sich für die Vermittlung von Medienkompetenz ein und steht darüber hinaus als Ansprechpartnerin bei Fragen zu neuen Medien zur Verfügung. Zu ihren Aufgaben gehört ferner die Entwicklung des Medienstandortes Saarland, die Förderung neuer Techniken und Verfahren der Rundfunkübertragung sowie die Ausbildung von Mediengestaltern Bild und Ton. Als einzige Landesmedienanstalt ist die LMS auch zuständig für die Untersagung des Veranstaltens und Vermittelns nicht nach § 4 Absatz 5 GlüStV erlaubter öffentlicher Glücksspiele in Telemedien sowie das Verbot von Werbung für unerlaubtes öffentliches Glücksspiel und unerlaubte gewerbliche Spielvermittlung im Rundfunk und in Telemedien. Die LMS ist eine rechtsfähige Anstalt des öffentlichen Rechts mit Sitz in Saarbrücken. Sie hat das Recht zur Selbstverwaltung und übt ihre Tätigkeit unabhängig und in eigener Verantwortung aus. Ihre rechtlichen Kompetenzen regelt das Saarländische Mediengesetz sowie der Medienstaatsvertrag.

## Organisation
Seit dem 1. Mai 2020 ist Ruth Meyer Direktorin der Landesmedienanstalt Saarland.
Der Medienrat ist in vier Ausschüsse untergliedert und zuständig für Konzession Angelegenheiten, er hat Richtlinien- und Satzungskompetenz und stellt den Wirtschaftsplan auf. Der Medienrat der Landesmedienanstalt Saarland setzt sich aus ehrenamtlichen Vertretern von gesellschaftlich relevanten Gruppen zusammen. Er ist vergleichbar mit dem Aufsichtsgremium des Saarländischen Rundfunks, dem Rundfunkrat, in den Vertreter derselben Gruppen entsandt werden. Die Amtszeit beträgt vier Jahre. Vorsitzender des Medienrats ist der Rechtsanwalt Stephan Ory.

## Aufgaben
Die LMS wirkt im Rahmen ihres gesetzlichen Auftrages darauf hin, dass in den Programmen der privaten Veranstalter die Meinungsvielfalt der Bürgerinnen und Bürger berücksichtigt wird. Des Weiteren fördert sie den aktiven und bewussten Umgang der Saarländerinnen und Saarländer mit Medieninhalten und stärkt somit deren Medienkompetenz. Die LMS trägt darüber hinaus zur Förderung des Medien- und Medienforschungsstandortes bei. Bei der Wahrnehmung ihrer Aufgaben vertritt sie die Interessen der Allgemeinheit.

### Aufgabenschwerpunkte
Aufgabenschwerpunkte der LMS nach dem SMG sind im Einzelnen:
- Verfügbarmachung zusätzlicher Übertragungskapazitäten für das Saarland
- Überprüfung des frequenzökonomischen Einsatzes der Übertragungskapazitäten
- Zuweisung terrestrischer Übertragungsmöglichkeiten für den privaten Rundfunk
- Prüfung der Zulassungsfähigkeit landesweit verbreiteter und lokaler privater Rundfunkprogramme
- Aufsicht über die zugelassenen Veranstalter und Kontrolle der im Saarland verbreiteten privaten Programme
- Untersagung der Weiterverbreitung
- Bestimmung der Kabelbelegung im Umfang von zwei Dritteln und Kontrolle der durch die Kabelanlagenbetreiberin getroffenen Kabelbelegung
- Förderung der Medienkompetenz
- Untersuchungen und Erhebungen zu Fragen der Programminhalte, insbesondere der Programmqualität
- Beitrag zur Aus- und Fortbildung von Fachkräften für den Medienbereich sowie zur Medienerziehung
- Förderung und Entwicklung des Medien- und Medienforschungsstandortes Saarland einschließlich Filmförderung bzw. der Förderung und Entwicklung von Innovationen bei der technischen Infrastruktur für die Verbreitung von Rundfunkprogrammen privater Veranstalter im Saarland
- Ermöglichung der Verbreitung privater Rundfunkprogramme durch neuartige Rundfunktechniken und die Verbreitung von Telemedien in Modellversuchen
- Zusammenarbeit bei bundesweiten Angelegenheiten mit den übrigen Landesmedienanstalten, insbesondere bei der Aufsicht und Zulassung über die bundesweiten Hörfunk- und Fernsehprogramme (ZAK), bei der Durchsetzung des Jugendmedienschutzes (KJM) sowie der medienrechtlichen Konzentrationskontrolle (KEK)

Weitere Aufgaben betreffen die Aufsicht über Glücksspielangebote im Rundfunk und im Internet.

## Projekte  und Beteiligungen (Auswahl)
- MedienKompetenzZentrum
- Saarland Medien – Gesellschaft zur Medienstandortförderung